# Jon Lovitz
Jonathan M. "Jon" Lovitz, född 21 juli 1957 i Tarzana, Los Angeles, Kalifornien, är en amerikansk skådespelare, komiker och sångare. Han har gästspelat ett flertal gånger i The Simpsons som olika fiktiva karaktärer.
Lovitz var med i Saturday Night Live 1985-1990. Han grundade The Jon Lovitz Comedy Club i San Diego, 2007.
Lovitz har även medverkat på Robbie Williams album Swing When You're Winning.

## Filmografi i urval
- 1985–1992 – Saturday Night Live (TV-serie)
- 1986 – Jumpin' Jack Flash
- 1987 – Den modiga brödrostens äventyr (röst)
- 1988 – Big
- 1988 – Min fru är en utomjording
- 1991 – Resan till Amerika – Fievel i vilda västern (röst)
- 1991–2007 – Simpsons (TV-serie) (återkommande gäströst i TV-serie)
- 1992 – Tjejligan
- 1993 – Laddat vapen
- 1994 – Snacka om rackartyg
- 1994 – City Slickers II - Jakten på Curlys guld
- 1997–1999 – NewsRadio (TV-serie)
- 1998 – Happiness
- 2000 – The Critic (TV-serie)
- 2001 – 3000 Miles to Graceland
- 2001 – Rat Race
- 2004 – The Stepford Wives
- 2006 – 2 1/2 män (TV-serie)
- 2006 – Southland Tales
- 2013–2014 – New Girl (TV-serie) (två avsnitt)